# まかせてダーリン (テレビドラマ)
『まかせてダーリン』は、1998年1月11日から3月29日までTBS系「東芝日曜劇場」枠で放送されたテレビドラマ。主演は陣内孝則と賀来千香子。全12回。

## キャスト
- 浅井景虎：陣内孝則
- 浅井美奈子：賀来千香子
- 亀井理絵：東ちづる
- 八木下治男：磯部勉
- 浅井景丸：城島茂（TOKIO）
- 八木下彩：井上晴美
- 湯本沙織：中山エミリ
- 浅井菜央：新穂えりか
- 広瀬響子：床嶋佳子
- 宮部すず：鷲尾真知子
- 高樹：関口知宏
- 熱田：大竹一樹（バカルディ（現：さまぁ〜ず））
- 亀山佑大：中村梅雀
- 吉本多香美
- あさいゆきの
- 石田太郎

## スタッフ
- 脚本：林誠人
- 演出：戸高正啓、鈴木早苗、横井直行
- プロデュース：桑波田景信
- 音楽：杉本竜一
- 主題歌：石井竜也 featuring NORA「リズム」
- 挿入歌：石井竜也「帰ろう ～you are my place～」
- 演出補：内田誠、八木茂茂高、関本浩秀、浜弘大
- 製作：TBS

## 放送日程
| 各話                                                       | 放送日  | サブタイトル | 演出     | 視聴率 |
| ---------------------------------------------------------- | ------- | ------------ | -------- | ------ |
| 第1話                                                      | 1月11日 | すぎた女房   | 戸高正啓 | 20.5%  |
| 第2話                                                      | 1月18日 | 小猫の秘密   | 戸高正啓 | 16.7%  |
| 第3話                                                      | 1月25日 | カミさん自慢 | 鈴木早苗 | 15.3%  |
| 第4話                                                      | 2月01日 | 塀の中の女房 | 鈴木早苗 | 15.9%  |
| 第5話                                                      | 2月08日 | 内緒の功!?   | 戸高正啓 | 11.3%  |
| 第6話                                                      | 2月15日 | 一回なら許す | 横井直行 | 14.6%  |
| 第7話                                                      | 2月22日 | ゴミ調べの妻 | 戸高正啓 | 12.7%  |
| 第8話                                                      | 3月01日 | 継げ!景虎    | 戸高正啓 | 14.1%  |
| 第9話                                                      | 3月08日 | パパのぜい肉 | 横井直行 | 12.7%  |
| 第10話                                                     | 3月15日 | 嫁姑知恵比べ |          | 14.4%  |
| 第11話                                                     | 3月22日 | 温泉宿の衝撃 |          | 16.0%  |
| 最終話                                                     | 3月29日 | 社宅への愛   | 戸高正啓 | 15.0%  |
| 平均視聴率 14.9%（視聴率は関東地区・ビデオリサーチ社調べ） |         |              |          |        |

## ノベライズ本
- 『まかせてダーリン』脚本：林誠人、ノベライズ：浅野美和子、近代映画社、1998年4月発行、ISBN 4-7648-1852-3